# Prunelli (fleuve)
Pour les articles homonymes, voir Prunelli.
Le Prunelli est un fleuve côtier de la Corse-du-Sud en France, qui se jette dans la mer Méditerranée.

## Géographie
Le Prunelli  prend sa source sur la commune de Bastelica à la sortie du lac de Bracca à l'altitude 2 085 mètres, puis après moins d'un kilomètre traverse le lac de Vitalacca à 1 750 mètres (massif du Renoso).
Après avoir parcouru 44,2 km, il se jette dans le golfe d'Ajaccio.

### Particularité
Le Prunelli et la Gravona se rejoignent à environ 200 mètres de la mer, entre l'aéroport d'Ajaccio (Campo-del-Oro) et la tour de Capitello, et ont une embouchure commune. L'IGN attribue la qualité de fleuve au Prunelli, et classe la Gravona comme rivière.

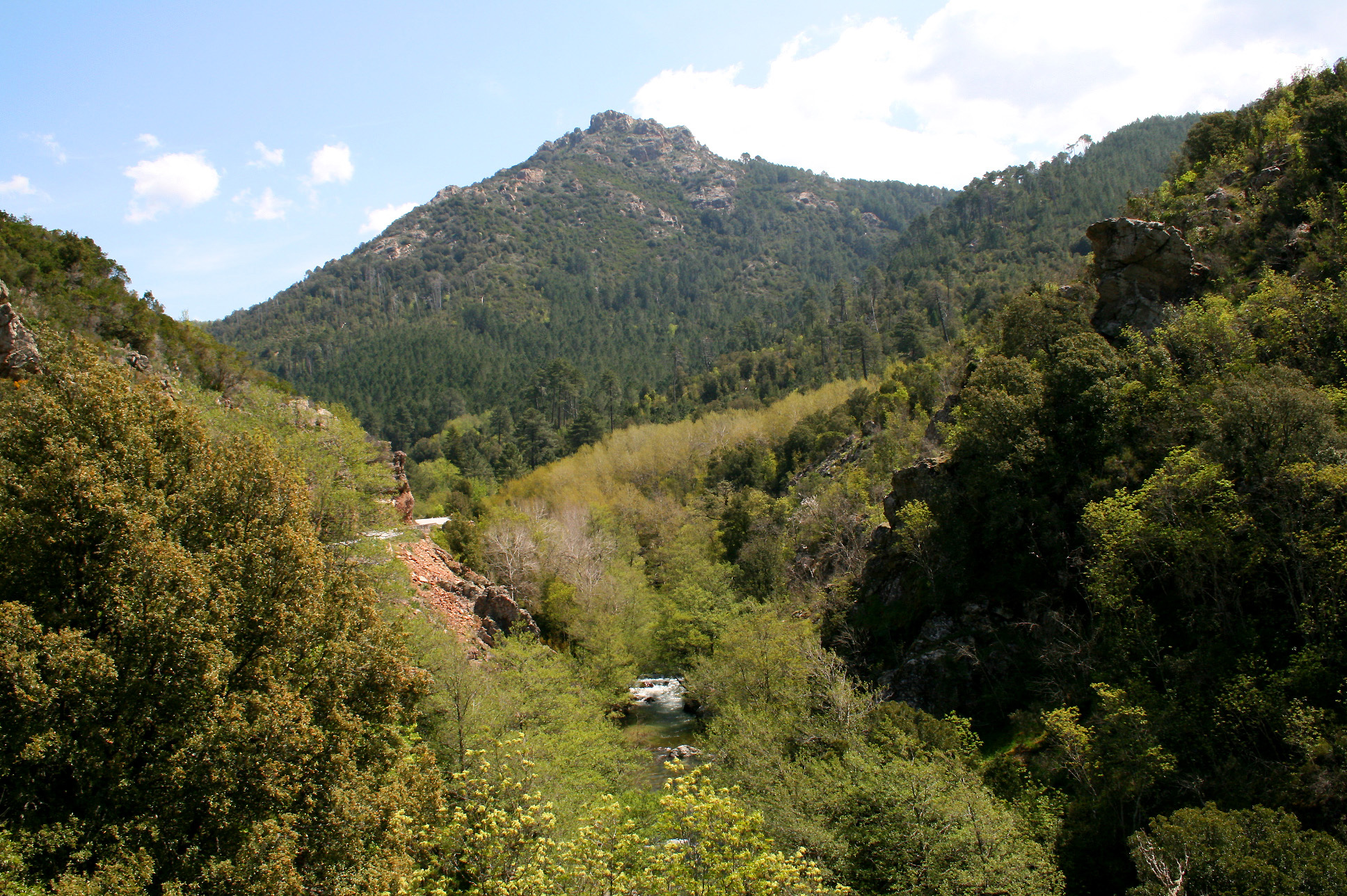
Les gorges du Prunelli.

Les fleuves côtiers voisins sont au nord le Liamone, au sud le Taravo.

### Communes et cantons traversés
Dans le seul département de la Corse-du-Sud, le Prunelli traverse les huit communessuivantes, dans trois cantons, dans le sens amont vers aval, de Bastelica (source), Tolla, Ocana, Eccica-Suarella, Cauro, Bastelicaccia, Grosseto-Prugna (embouchure), Ajaccio.
Soit en termes de cantons, le Prunelli prend source dans l'ancien canton de Bastelica, aujourd'hui le canton de Gravona-Prunelli, et a son embouchure entre l'ancien canton de Santa-Maria-Siché, maintenant le canton de Taravo-Ornano et l'ancien canton d'Ajaccio-7 le tout dans l'arrondissement d'Ajaccio.

### Bassin versant
Le Prunelli traverse les trois zones hydrographiques Y840,Y841 et Y842 pour une superficie totale de 276 km2. Ce bassin versant est constitué à 88.80 % de « forêts et milieux semi-naturels », à 9,37 % de « territoires agricoles », à 1,37 % de « territoires artificialisés », à 0,41 % de « surfaces en eau », à 0,04 % de « zones humides ». 

### Organisme de bassinou organisme gestionnaire
L'organisme gestionnaire est le Comité de bassin de Corse, depuis la loi corse du 22 janvier 2002.

## Affluents
Le Prunelli a vingt affluents référencés :
- le ruisseau de Mezzaniva (rg[note 1])
- le ruisseau de Latina (rd)
- le ruisseau de Rughia (rd)
- le ruisseau de Gemma (rd)
- le ruisseau d'Arboreta (rg)
- le ruisseau d'Acqua Grossa (rg)
- le ruisseau de San Martino (rg)
- le ruisseau Ajara (rd)
- le ruisseau de Labbiolo (rd)
- le ruisseau de Carpinella (rd)
- le ruisseau de Scileccia (rd)
- la rivière d'Ese (rg) 21,1 km sur six communes avec treize affluents et qui se jette dans le lac de Tolla.
- le ruisseau d'Agnone (rd) qui se jette aussi dans le lac de Tolla.
- le torrent de Montichi (rg)
- le ruisseau de Castellucio (rg)
- le ruisseau de Traggiettu (rd)
- le ruisseau de Cipetu (rd)
- le ruisseau de Mutuleju (rg)
- le ruisseau de Morgone (rg) 11 km sur quatre communes avec trois affluents.
- le ruisseau d'Arinella (rg) 2,1 km sur les deux communes de Cauro et Grosseto-Prugna.
- la rivière la Gravona (rd) 46,5 km sur onze communes avec trente-trois affluents.

### Rang de Strahler
Le rang de Strahler est de six.

## Aménagements et écologie
Sur le Prunelli, en dessous du lac de Tolla, sont implantées la centrale souterraine de Tolla, puis le barrage d'Ocana et l'usine électrique d'Ocana.